# Stadtgarten Steele

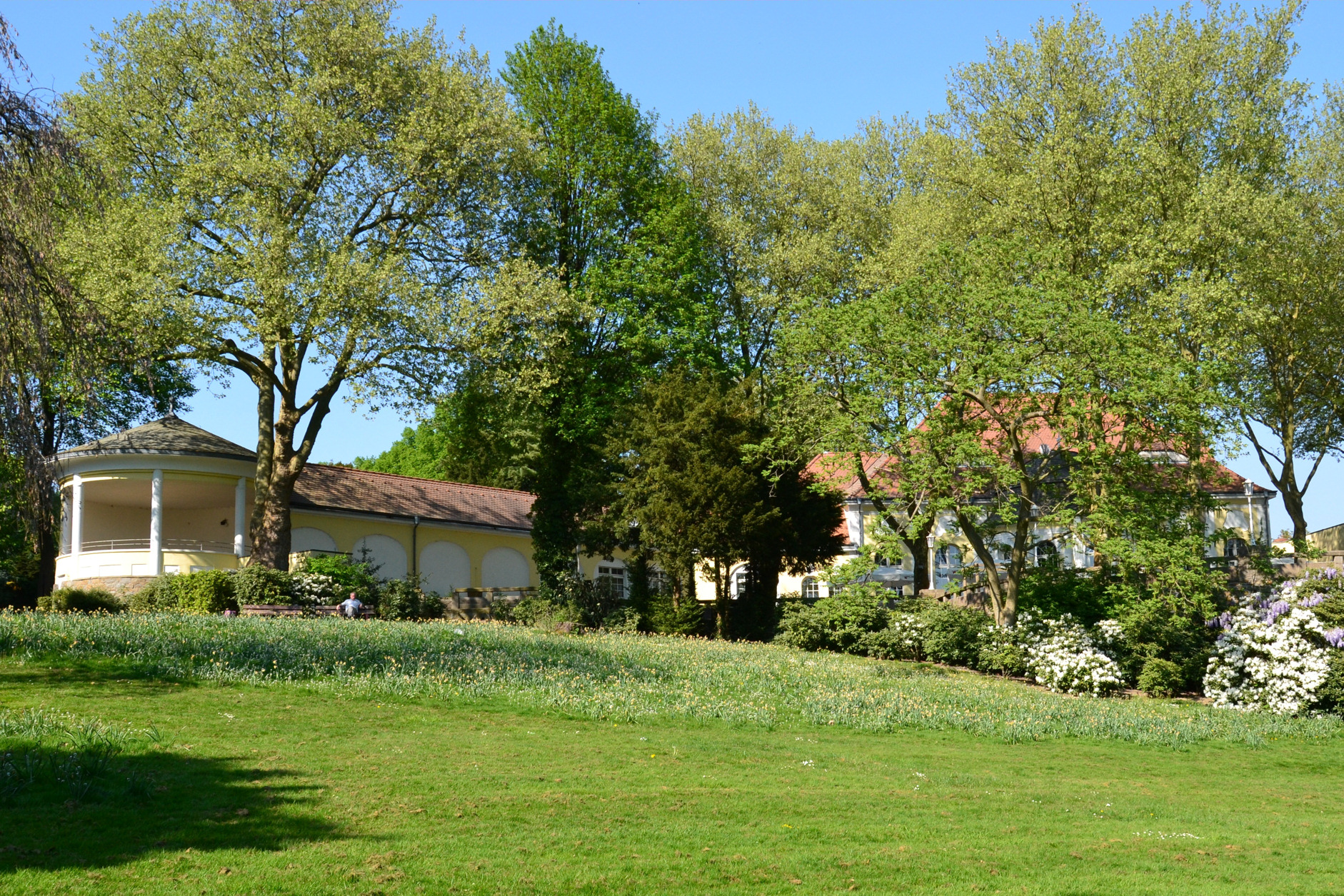
Stadtgarten Steele

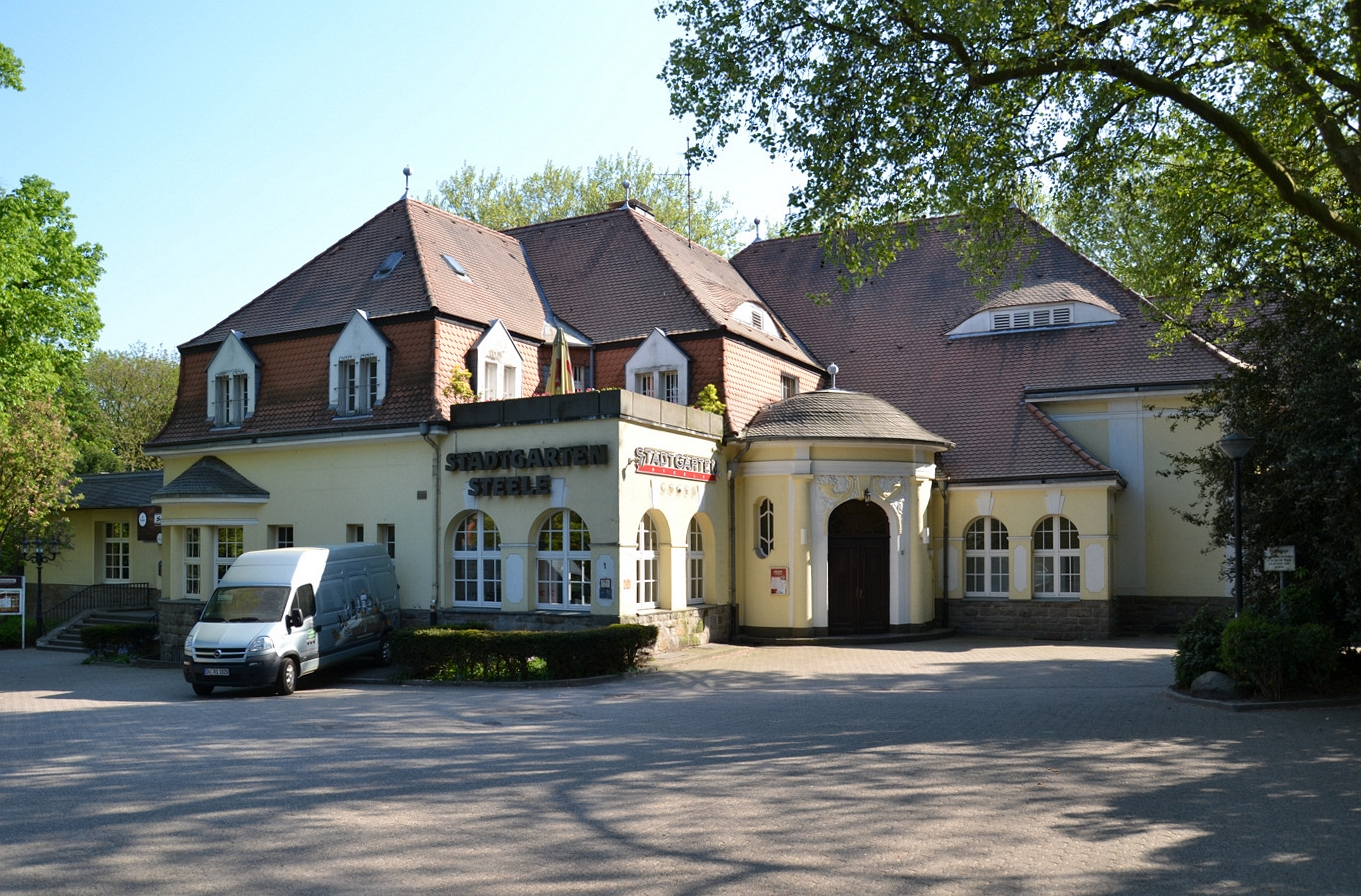
Saalbau

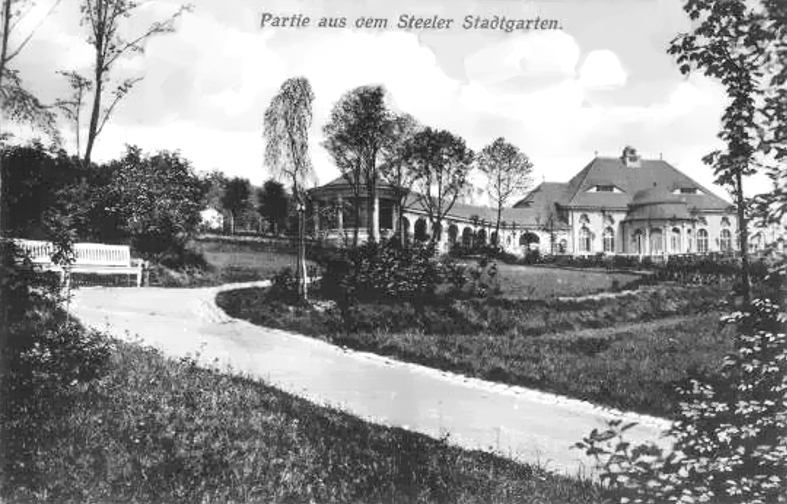
Ansicht um 1930

Der Stadtgarten Steele ist eine historische Parkanlage im Essener Stadtteil Steele. Er ist nach dem Essener Stadtgarten im Südviertel der zweitälteste öffentlich zugängliche Park der heutigen Stadt Essen.

## Lage
Der etwa 4,2 Hektar große Stadtgarten liegt auf einer Anhöhe rund 40 Meter nördlich über der Ruhr und westlich des Steeler Ortskerns.

## Geschichte
Die Errichtung der Gartenanlage geht auf eine Initiative des 1882 gegründeten Steeler Verkehrs- und Verschönerungsvereins zurück, der das Gelände in diesem Jahr erwarb. Ab 1897 wurde der heute als Gartendenkmal geltende Stadtgarten durch die Gartenarchitekten Karl und Franz Pätz Münster/Düsseldorf angelegt und am 1. Juni 1911 mit Restauration der Bevölkerung der damals noch selbständigen Stadt Steele übergeben.
Im Frühjahr 1929 beschloss die Stadtverwaltung der Stadt Steele die vorhandenen Betriebsräume des Stadtgartens zu erweitern. Die Bauausführung begann kurz vor der Eingemeindung zur Stadt Essen im August 1929. Als Rechtsnachfolgerin der Stadt Steele übernahm die Stadt Essen die Baufortführung. Es wurde das heutige, zur Ruhr hin der alten Gebäude vorgelagerte Bau errichtet, der damals bereits mit Saalbaurestaurant bezeichnet wurde. Das alte Gebäude hatte bereits eine Wohnung für den Restaurantpächter, die nun mit einem neuen Treppenhaus mit dem Saalbaurestaurant verbunden wurde. Am 1. Mai 1930 wurden die neuen Räumlichkeiten der Essener Presse vorgeführt. Zuvor gab es eine Besichtigung des Stadtgartens unter Führung des Gartenbaudirektors Rudolf Korte.
Das Saalbaurestaurant mit einer Fläche von rund 1200 Quadratmetern und einer Höhe von etwa 14 Metern wird heute für Veranstaltungen vermietet. Das Gebäude wurde am 8. Juni 1989 unter Denkmalschutz gestellt. Die Grundstücksverwaltung Stadt Essen GmbH (GVE), Grundstückstochter der Stadt Essen, ließ das Gebäude, das beide Weltkriege nahezu unbeschadet überstand, im Jahr 2000 unter den Auflagen des Denkmalschutzes sanieren. Die Renovierung der Außenterrasse erfolgte im Jahr 2007. Zuletzt hatte die GVE im Januar 2013 mit der Imhoff GmbH einen neuen Pächter gefunden, der in Essen bereits weitere Gastronomie betreibt. Das Jugendstilgebäude verfügt über einen großen Kuppelsaal mit Bühne für diverse Veranstaltungen mit bis zu 350 Personen sowie die Außenterrasse für Gastronomie.
Am 6. Februar 1997 wurde im Steeler Stadtgarten der Initiativkreis City-Steele e. V. (ICS) gegründet. Dieser Verein erfüllt den Zweck der Förderung, Organisation und Koordination von Veranstaltungen im Mittelzentrum von Steele, sowie dessen Attraktivitätserhöhung.
Als historische Parkanlage wurde der Steeler Stadtgarten am 22. März 2019 insgesamt zum Denkmal erklärt.

### Kunstwerke im Steeler Stadtgarten
1928 gestaltete der in der damaligen Stadt Steele geborene Bildhauer Franz Guntermann den Wappenbrunnen im Stadtgarten anlässlich des 350-jährigen Jubiläums der Verleihung des Steeler Wappens. Der steinerne Brunnen stellt zwei Jungen dar, einen als Büchsenmacher mit Gewehr, den anderen in Tracht der Pagen der Essener Fürstäbtissin mit Wappenschild. Auf dem Rechtecksockel stehen die Worte: 350 Jahre Stadtwappen Steele 22. Februar 1928.
Des Weiteren befindet sich vor dem Eingang zum Stadtgarten das ebenfalls von Franz Guntermann gestaltete Ehrenmal Trauernde Mutter. Das aus Muschelkalk gefertigte Denkmal ist 4,30 Meter hoch, 2,20 Meter breit und 1,50 Meter tief und trägt auf der linken Seite die Inschrift Den Opfern des Krieges 1914–1918 der Stadt Steele, auf der rechten Seite Stark wie der Tod ist die Liebe. H.Lied Kap.8 Vers6. Die Kosten des Ehrenmals beliefen sich auf 14.500 Reichsmark. Im Jahr 1919 gab es den ersten Aufruf zur Spendensammlung für ein solches Ehrenmal durch den dafür gegründeten Verein für Heldenehrung, doch die darauf folgende Hyperinflation führte nahezu zu deren vollständigem Verlust. Man startete einen neuen Anlauf. Im Sommer 1929 war ein Wettbewerb für einen Entwurf des Denkmals ausgeschrieben, den der Steeler Bildhauer Franz Guntermann gewann. Die mehrfach verschobene Einweihungsfeier fand am 21. September 1930 statt.
Die dritte Skulptur von Franz Guntermann ist die in Gips modellierte Plastik Odysseus. Sie ist von den Essener Eisenwerken in Eisenbronze gegossen und gestiftet worden, und am 3. Dezember 1954 im Beisein des damaligen Essener Oberbürgermeisters Hans Toussaint im Stadtgarten enthüllt worden.

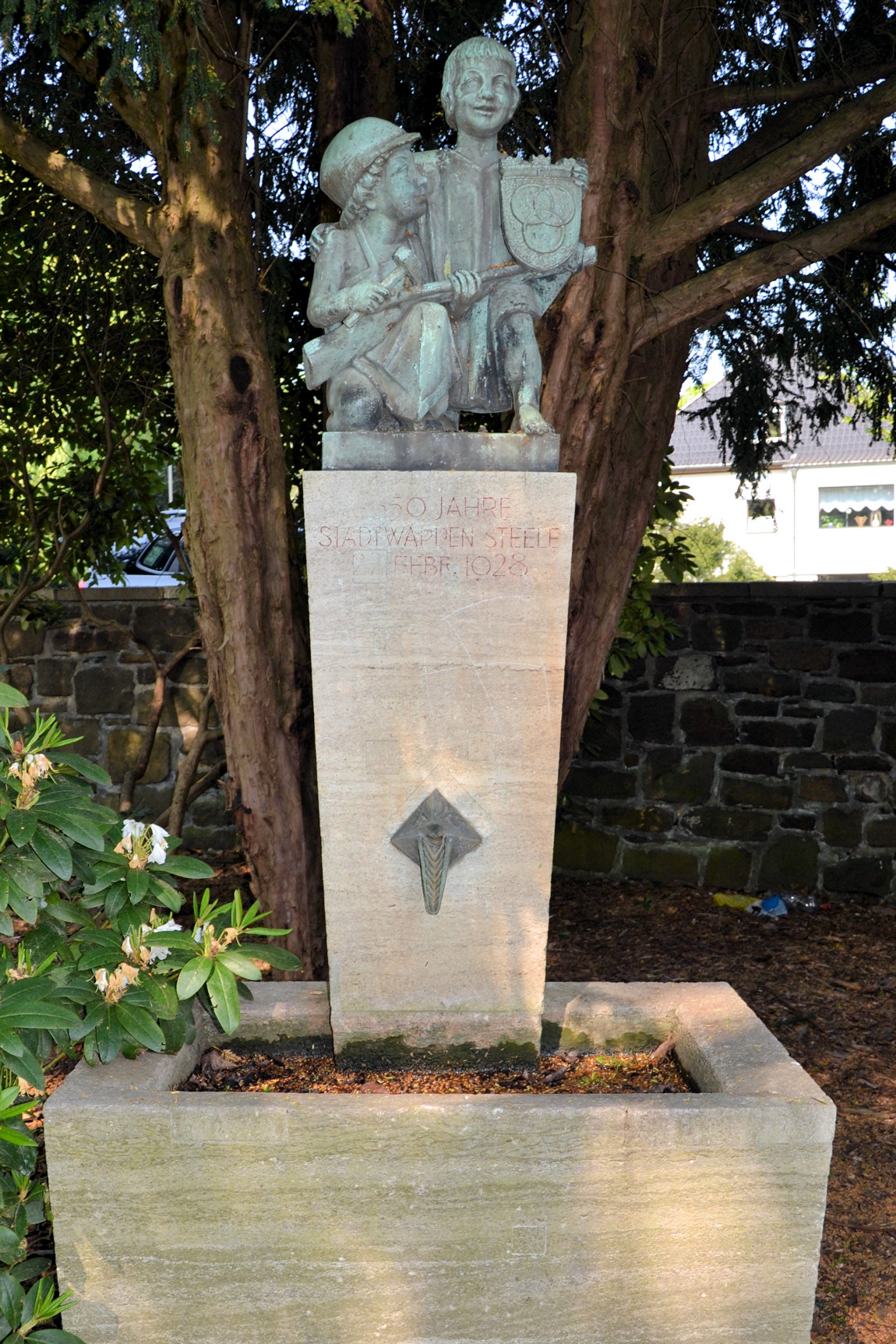
Wappenbrunnen
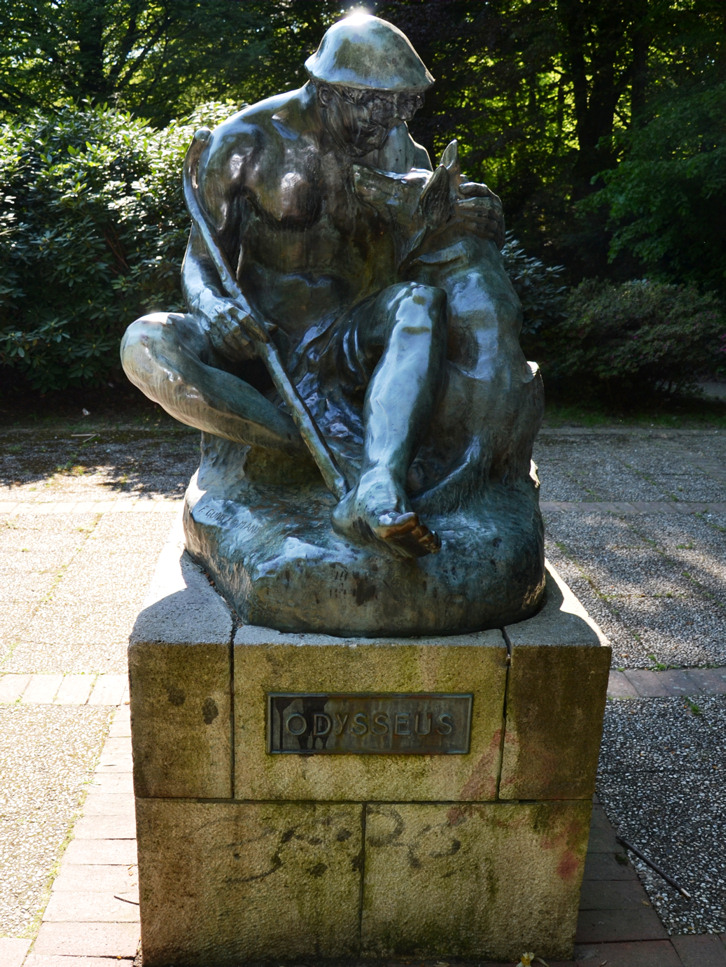
Odysseus
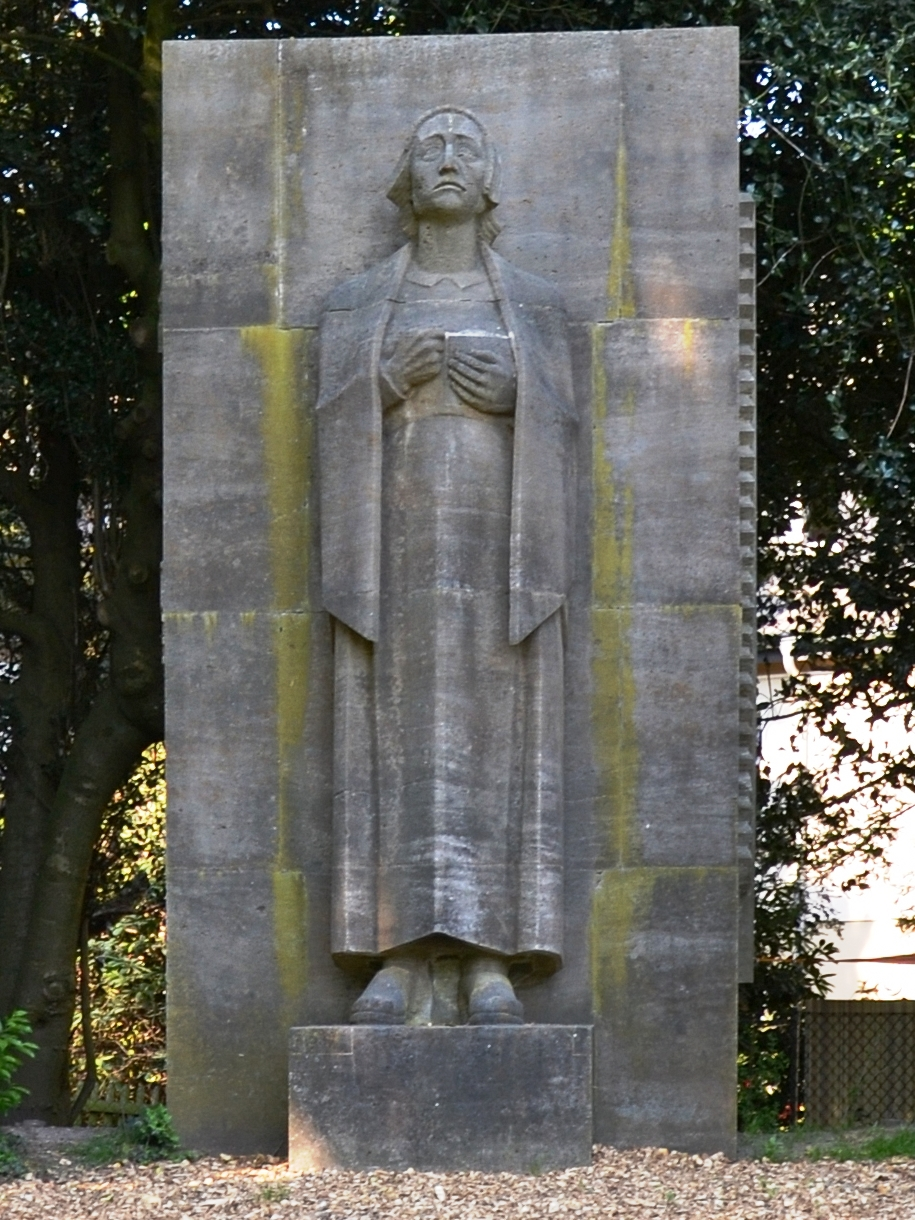
Ehrenmal „Trauernde Mutter“